# Liste der Nummer-eins-Hits in den Niederlanden (2020)
Dies ist eine Liste der Nummer-eins-Hits in den Niederlanden im Jahr 2020. Sie basiert auf den Nederlandse-Top-40-Singlecharts und den Dutch Album Top 100.

## Singles
| ← 2019 ← | Liste der Nummer-eins-Hits in den Niederlanden | Liste der Nummer-eins-Hits in den Niederlanden | Liste der Nummer-eins-Hits in den Niederlanden | 2021 →                    |
| \| Zeitraum \| Wo. ges. \| Interpret \| Titel Autor(en) \| Zusätzliche Informationen \| \| (Zeitraum, Wochen auf Platz eins, Interpret, Titel, Autor[en], zusätzliche Informationen) \| \| \| \| \| \| ----------------------------------------------------------------------------------------- \| -------- \| ------------------------------ \| ---------------------------------------------------------------------------------------------------------------------------------------------------------------------------------- \| ------------------------- \| \| 5. Oktober 2019 – 17. Januar 2020 15 Wochen \| 15 \| Tones and I \| Dance Monkey Toni Watson \| – \| \| 18. Januar 2020 – 24. Januar 2020 1 Woche (insgesamt 14) \| 14 \| The Weeknd \| Blinding Lights Ahmad Balshe, Oscar Thomas Holter, Max Martin, Jason Matthew Quenneville, Abel Tesfaye \| – \| \| 25. Januar 2020 – 14. Februar 2020 3 Wochen \| 3 \| Snelle \| Smoorverliefd Okke Punt, Lars S. Bos \| – \| \| 15. Februar 2020 – 3. April 2020 7 Wochen (insgesamt 14) \| 14 \| The Weeknd \| Blinding Lights Ahmad Balshe, Oscar Thomas Holter, Max Martin, Jason Matthew Quenneville, Abel Tesfaye \| – \| \| 4. April 2020 – 1. Mai 2020 4 Wochen \| 4 \| Davina Michelle & Snelle \| 17 miljoen mensen Musik: Jochem Fluitsma, Eric J. van Tijn; Text: Frank V. Pels \| – \| \| 2. Mai 2020 – 12. Juni 2020 6 Wochen (insgesamt 14) \| 14 \| The Weeknd \| Blinding Lights Ahmad Balshe, Oscar Thomas Holter, Max Martin, Jason Matthew Quenneville, Abel Tesfaye \| – \| \| 13. Juni 2020 – 26. Juni 2020 2 Wochen \| 2 \| Saint Jhn \| Roses (Imanbek Remix) Steven Gregory Drozd, Michael Lee Ivins, Wayne Michael Coyne, Carlos St. John, Lee Stashenko \| – \| \| 27. Juni 2020 – 31. Juli 2020 5 Wochen \| 5 \| Conkarah feat. Shaggy \| Banana Irving Burgie, William A. Attaway, Shane Hoosong, Simon Paul James Pipe, Nicholas Anson Murray, Orville Burrell, Dwayne A. Shippy \| – \| \| 1. August 2020 – 4. September 2020 5 Wochen \| 5 \| Jawsh 685 & Jason Derulo \| Savage Love (Laxed – Siren Beat) Jacob Kasher Hindlin, Jason Joe Desrouleaux, Philippe Henri Greiss, Joshua Christian Nanai \| – \| \| 5. September 2020 – 18. September 2020 2 Wochen \| 2 \| Rolf Sanchez \| Más más más Yves Lassally, Morrison Wijnen, Paul N. Sinha, Alex van der Zouwen, Gyo C. Kretz, Andy Clay Cruz Felipe, Roelof J. Wienk \| – \| \| 19. September 2020 – 23. Oktober 2020 5 Wochen \| 5 \| Joel Corry feat. MNEK \| Head & Heart Joe Louis Corry, Neave Applebaum, Lewis Daniel Thompson, Uzoechi Osisioma Emenike, Kashif Siddiqui, Jonathan Courtidis, Daniel Lee Dare, Robert Michael Nelson Harvey \| – \| \| 24. Oktober 2020 – 27. November 2020 5 Wochen \| 5 \| Master KG feat. Nomcebo Zikode \| Jerusalema Kgaogelo Moagi, Nomcebo Zikode \| – \| \| 28. November 2020 – 15. Januar 2021 7 Wochen \| 7 \| Tiësto \| The Business James Michael George Bell, Julia Christine Karlsson, Anton Rundberg, Tijs M. Verwest \| – \| |                                                |                                                | |                           |
| ← 2019 |                                                |                                                | | → 2021 →                  |
| Zeitraum | Wo. ges.                                       | Interpret                                      | Titel Autor(en) | Zusätzliche Informationen |
| (Zeitraum, Wochen auf Platz eins, Interpret, Titel, Autor[en], zusätzliche Informationen) |                                                |                                                | |                           |
| 5. Oktober 2019 – 17. Januar 2020 15 Wochen | 15                                             | Tones and I                                    | Dance Monkey Toni Watson | –                         |
| 18. Januar 2020 – 24. Januar 2020 1 Woche (insgesamt 14) | 14                                             | The Weeknd                                     | Blinding Lights Ahmad Balshe, Oscar Thomas Holter, Max Martin, Jason Matthew Quenneville, Abel Tesfaye                                                                             | –                         |
| 25. Januar 2020 – 14. Februar 2020 3 Wochen | 3                                              | Snelle                                         | Smoorverliefd Okke Punt, Lars S. Bos | –                         |
| 15. Februar 2020 – 3. April 2020 7 Wochen (insgesamt 14) | 14                                             | The Weeknd                                     | Blinding Lights Ahmad Balshe, Oscar Thomas Holter, Max Martin, Jason Matthew Quenneville, Abel Tesfaye                                                                             | –                         |
| 4. April 2020 – 1. Mai 2020 4 Wochen | 4                                              | Davina Michelle & Snelle                       | 17 miljoen mensen Musik: Jochem Fluitsma, Eric J. van Tijn; Text: Frank V. Pels | –                         |
| 2. Mai 2020 – 12. Juni 2020 6 Wochen (insgesamt 14) | 14                                             | The Weeknd                                     | Blinding Lights Ahmad Balshe, Oscar Thomas Holter, Max Martin, Jason Matthew Quenneville, Abel Tesfaye                                                                             | –                         |
| 13. Juni 2020 – 26. Juni 2020 2 Wochen | 2                                              | Saint Jhn                                      | Roses (Imanbek Remix) Steven Gregory Drozd, Michael Lee Ivins, Wayne Michael Coyne, Carlos St. John, Lee Stashenko                                                                 | –                         |
| 27. Juni 2020 – 31. Juli 2020 5 Wochen | 5                                              | Conkarah feat. Shaggy                          | Banana Irving Burgie, William A. Attaway, Shane Hoosong, Simon Paul James Pipe, Nicholas Anson Murray, Orville Burrell, Dwayne A. Shippy                                           | –                         |
| 1. August 2020 – 4. September 2020 5 Wochen | 5                                              | Jawsh 685 & Jason Derulo                       | Savage Love (Laxed – Siren Beat) Jacob Kasher Hindlin, Jason Joe Desrouleaux, Philippe Henri Greiss, Joshua Christian Nanai                                                        | –                         |
| 5. September 2020 – 18. September 2020 2 Wochen | 2                                              | Rolf Sanchez                                   | Más más más Yves Lassally, Morrison Wijnen, Paul N. Sinha, Alex van der Zouwen, Gyo C. Kretz, Andy Clay Cruz Felipe, Roelof J. Wienk                                               | –                         |
| 19. September 2020 – 23. Oktober 2020 5 Wochen | 5                                              | Joel Corry feat. MNEK                          | Head & Heart Joe Louis Corry, Neave Applebaum, Lewis Daniel Thompson, Uzoechi Osisioma Emenike, Kashif Siddiqui, Jonathan Courtidis, Daniel Lee Dare, Robert Michael Nelson Harvey | –                         |
| 24. Oktober 2020 – 27. November 2020 5 Wochen | 5                                              | Master KG feat. Nomcebo Zikode                 | Jerusalema Kgaogelo Moagi, Nomcebo Zikode | –                         |
| 28. November 2020 – 15. Januar 2021 7 Wochen | 7                                              | Tiësto                                         | The Business James Michael George Bell, Julia Christine Karlsson, Anton Rundberg, Tijs M. Verwest                                                                                  | –                         |

## Alben
| ← 2019 ← | Liste der Nummer-eins-Hits in den Niederlanden | Liste der Nummer-eins-Hits in den Niederlanden | Liste der Nummer-eins-Hits in den Niederlanden | 2021 →                    |
| \| Zeitraum \| Wo. ges. \| Interpret \| Titel \| Zusätzliche Informationen \| \| (Zeitraum, Wochen auf Platz eins, Interpret, Titel, zusätzliche Informationen) \| \| \| \| \| \| ------------------------------------------------------------------------------ \| -------- \| ---------------------------------- \| ---------------------------------------- \| ------------------------- \| \| 28. Dezember 2019 – 3. Januar 2020 1 Woche \| 1 \| Hef \| Tranen \| – \| \| 4. Januar 2020 – 10. Januar 2020 1 Woche (insgesamt 6) \| 6 \| Billie Eilish \| When We All Fall Asleep, Where Do We Go? \| – \| \| 11. Januar 2020 – 24. Januar 2020 2 Wochen (insgesamt 3) \| 3 \| Snelle \| Vierentwintig \| – \| \| 25. Januar 2020 – 7. Februar 2020 2 Wochen \| 2 \| Eminem \| Music to Be Murdered By \| – \| \| 8. Februar 2020 – 21. Februar 2020 2 Wochen \| 2 \| Maan \| Onverstaanbaar \| – \| \| 22. Februar 2020 – 28. Februar 2020 1 Woche \| 1 \| Justin Bieber \| Changes \| – \| \| 29. Februar 2020 – 6. März 2020 1 Woche \| 1 \| BTS \| Map of the Soul: 7 \| – \| \| 7. März 2020 – 13. März 2020 1 Woche \| 1 \| Qlas & Blacka \| Project 24 – Volume 1 \| – \| \| 14. März 2020 – 20. März 2020 1 Woche \| 1 \| Chef’Special \| Unfold \| – \| \| 21. März 2020 – 27. März 2020 1 Woche \| 1 \| Frenna \| ‘t Album onderweg naar ‘Het Album' \| – \| \| 28. März 2020 – 3. April 2020 1 Woche (insgesamt 3) \| 3 \| The Weeknd \| After Hours \| – \| \| 4. April 2020 – 10. April 2020 1 Woche \| 1 \| Ayreon \| Electric Castle Live and Other Tales \| – \| \| 11. April 2020 – 8. Mai 2020 4 Wochen \| 4 \| Lil Kleine \| Jongen van de straat \| – \| \| 9. Mai 2020 – 15. Mai 2020 1 Woche \| 1 \| Drake \| Dark Lane Demo Tapes \| – \| \| 16. Mai 2020 – 22. Mai 2020 1 Woche (insgesamt 3) \| 3 \| The Weeknd \| After Hours \| – \| \| 23. Mai 2020 – 29. Mai 2020 1 Woche \| 1 \| 3JS \| De aard van het beest \| – \| \| 30. Mai 2020 – 5. Juni 2020 1 Woche \| 1 \| Chivv \| Un4gettable Nights \| – \| \| 6. Juni 2020 – 12. Juni 2020 1 Woche \| 1 \| Lady Gaga \| Chromatica \| – \| \| 13. Juni 2020 – 19. Juni 2020 1 Woche (insgesamt 3) \| 3 \| The Weeknd \| After Hours \| – \| \| 20. Juni 2020 – 26. Juni 2020 1 Woche \| 1 \| Lijpe \| Dagboek \| – \| \| 27. Juni 2020 – 10. Juli 2020 2 Wochen \| 2 \| Bob Dylan \| Rough and Rowdy Ways \| – \| \| 11. Juli 2020 – 17. Juli 2020 1 Woche (insgesamt 6) \| 6 \| Pop Smoke \| Shoot for the Stars, Aim for the Moon \| – \| \| 18. Juli 2020 – 7. August 2020 3 Wochen (insgesamt 4) \| 4 \| Boef \| Allemaal een droom \| – \| \| 8. August 2020 – 14. August 2020 1 Woche \| 1 \| Guus Meeuwis \| Deel zoveel \| – \| \| 15. August 2020 – 21. August 2020 1 Woche (insgesamt 4) \| 4 \| Boef \| Allemaal een droom \| – \| \| 22. August 2020 – 28. August 2020 1 Woche (insgesamt 6) \| 6 \| Pop Smoke \| Shoot for the Stars, Aim for the Moon \| – \| \| 29. August 2020 – 4. September 2020 1 Woche \| 1 \| Henkie T \| Netwerk \| – \| \| 5. September 2020 – 11. September 2020 1 Woche \| 1 \| Metallica & San Francisco Symphony \| S&M 2 \| – \| \| 12. September 2020 – 25. September 2020 2 Wochen \| 2 \| Kevin \| Animal Stories \| – \| \| 26. September 2020 – 2. Oktober 2020 1 Woche \| 1 \| André Hazes junior \| Thuis \| – \| \| 3. Oktober 2020 – 9. Oktober 2020 1 Woche \| 1 \| Ayreon \| Transitus \| – \| \| 10. Oktober 2020 – 16. Oktober 2020 1 Woche \| 1 \| Spinvis \| 7.6.9.6. \| – \| \| 17. Oktober 2020 – 30. Oktober 2020 2 Wochen (insgesamt 6) \| 6 \| Pop Smoke \| Shoot for the Stars, Aim for the Moon \| – \| \| 31. Oktober 2020 – 13. November 2020 2 Wochen \| 2 \| Bruce Springsteen \| Letter to You \| – \| \| 14. November 2020 – 20. November 2020 1 Woche \| 1 \| Nick & Simon \| NSG \| – \| \| 21. November 2020 – 25. Dezember 2020 5 Wochen \| 5 \| Danny Vera \| The New Now \| – \| \| 26. Dezember 2020 – 1. Januar 2021 1 Woche \| 1 \| Paul McCartney \| McCartney III \| – \| |                                                |                                                |                                                |                           |
| ← 2019 |                                                |                                                |                                                | → 2021 →                  |
| Zeitraum | Wo. ges.                                       | Interpret                                      | Titel                                          | Zusätzliche Informationen |
| (Zeitraum, Wochen auf Platz eins, Interpret, Titel, zusätzliche Informationen) |                                                |                                                |                                                |                           |
| 28. Dezember 2019 – 3. Januar 2020 1 Woche | 1                                              | Hef                                            | Tranen                                         | –                         |
| 4. Januar 2020 – 10. Januar 2020 1 Woche (insgesamt 6) | 6                                              | Billie Eilish                                  | When We All Fall Asleep, Where Do We Go?       | –                         |
| 11. Januar 2020 – 24. Januar 2020 2 Wochen (insgesamt 3) | 3                                              | Snelle                                         | Vierentwintig                                  | –                         |
| 25. Januar 2020 – 7. Februar 2020 2 Wochen | 2                                              | Eminem                                         | Music to Be Murdered By                        | –                         |
| 8. Februar 2020 – 21. Februar 2020 2 Wochen | 2                                              | Maan                                           | Onverstaanbaar                                 | –                         |
| 22. Februar 2020 – 28. Februar 2020 1 Woche | 1                                              | Justin Bieber                                  | Changes                                        | –                         |
| 29. Februar 2020 – 6. März 2020 1 Woche | 1                                              | BTS                                            | Map of the Soul: 7                             | –                         |
| 7. März 2020 – 13. März 2020 1 Woche | 1                                              | Qlas & Blacka                                  | Project 24 – Volume 1                          | –                         |
| 14. März 2020 – 20. März 2020 1 Woche | 1                                              | Chef’Special                                   | Unfold                                         | –                         |
| 21. März 2020 – 27. März 2020 1 Woche | 1                                              | Frenna                                         | ‘t Album onderweg naar ‘Het Album'             | –                         |
| 28. März 2020 – 3. April 2020 1 Woche (insgesamt 3) | 3                                              | The Weeknd                                     | After Hours                                    | –                         |
| 4. April 2020 – 10. April 2020 1 Woche | 1                                              | Ayreon                                         | Electric Castle Live and Other Tales           | –                         |
| 11. April 2020 – 8. Mai 2020 4 Wochen | 4                                              | Lil Kleine                                     | Jongen van de straat                           | –                         |
| 9. Mai 2020 – 15. Mai 2020 1 Woche | 1                                              | Drake                                          | Dark Lane Demo Tapes                           | –                         |
| 16. Mai 2020 – 22. Mai 2020 1 Woche (insgesamt 3) | 3                                              | The Weeknd                                     | After Hours                                    | –                         |
| 23. Mai 2020 – 29. Mai 2020 1 Woche | 1                                              | 3JS                                            | De aard van het beest                          | –                         |
| 30. Mai 2020 – 5. Juni 2020 1 Woche | 1                                              | Chivv                                          | Un4gettable Nights                             | –                         |
| 6. Juni 2020 – 12. Juni 2020 1 Woche | 1                                              | Lady Gaga                                      | Chromatica                                     | –                         |
| 13. Juni 2020 – 19. Juni 2020 1 Woche (insgesamt 3) | 3                                              | The Weeknd                                     | After Hours                                    | –                         |
| 20. Juni 2020 – 26. Juni 2020 1 Woche | 1                                              | Lijpe                                          | Dagboek                                        | –                         |
| 27. Juni 2020 – 10. Juli 2020 2 Wochen | 2                                              | Bob Dylan                                      | Rough and Rowdy Ways                           | –                         |
| 11. Juli 2020 – 17. Juli 2020 1 Woche (insgesamt 6) | 6                                              | Pop Smoke                                      | Shoot for the Stars, Aim for the Moon          | –                         |
| 18. Juli 2020 – 7. August 2020 3 Wochen (insgesamt 4) | 4                                              | Boef                                           | Allemaal een droom                             | –                         |
| 8. August 2020 – 14. August 2020 1 Woche | 1                                              | Guus Meeuwis                                   | Deel zoveel                                    | –                         |
| 15. August 2020 – 21. August 2020 1 Woche (insgesamt 4) | 4                                              | Boef                                           | Allemaal een droom                             | –                         |
| 22. August 2020 – 28. August 2020 1 Woche (insgesamt 6) | 6                                              | Pop Smoke                                      | Shoot for the Stars, Aim for the Moon          | –                         |
| 29. August 2020 – 4. September 2020 1 Woche | 1                                              | Henkie T                                       | Netwerk                                        | –                         |
| 5. September 2020 – 11. September 2020 1 Woche | 1                                              | Metallica & San Francisco Symphony             | S&M 2                                          | –                         |
| 12. September 2020 – 25. September 2020 2 Wochen | 2                                              | Kevin                                          | Animal Stories                                 | –                         |
| 26. September 2020 – 2. Oktober 2020 1 Woche | 1                                              | André Hazes junior                             | Thuis                                          | –                         |
| 3. Oktober 2020 – 9. Oktober 2020 1 Woche | 1                                              | Ayreon                                         | Transitus                                      | –                         |
| 10. Oktober 2020 – 16. Oktober 2020 1 Woche | 1                                              | Spinvis                                        | 7.6.9.6.                                       | –                         |
| 17. Oktober 2020 – 30. Oktober 2020 2 Wochen (insgesamt 6) | 6                                              | Pop Smoke                                      | Shoot for the Stars, Aim for the Moon          | –                         |
| 31. Oktober 2020 – 13. November 2020 2 Wochen | 2                                              | Bruce Springsteen                              | Letter to You                                  | –                         |
| 14. November 2020 – 20. November 2020 1 Woche | 1                                              | Nick & Simon                                   | NSG                                            | –                         |
| 21. November 2020 – 25. Dezember 2020 5 Wochen | 5                                              | Danny Vera                                     | The New Now                                    | –                         |
| 26. Dezember 2020 – 1. Januar 2021 1 Woche | 1                                              | Paul McCartney                                 | McCartney III                                  | –                         |

## Jahreshitparaden
| ← 2019 ← | Liste der Nummer-eins-Hits in den Niederlanden | Liste der Nummer-eins-Hits in den Niederlanden         | Liste der Nummer-eins-Hits in den Niederlanden | 2021 →   |
| \| Singles \| Position# \| Alben \| \| -------------------------------------------------------------------------------------------------------------------------------------------------------------------------------------------------------- \| --------- \| ------------------------------------------------------ \| \| Blinding Lights The Weeknd Ahmad Balshe, Oscar Thomas Holter, Max Martin, Jason Matthew Quenneville, Abel Tesfaye \| 1 \| Shoot for the Stars, Aim for the Moon Pop Smoke \| \| Dance Monkey Tones and I Toni Watson \| 2 \| After Hours The Weeknd \| \| Roses (Imanbek Remix) Saint Jhn Steven Gregory Drozd, Michael Lee Ivins, Wayne Michael Coyne, Carlos St. John, Lee Stashenko \| 3 \| Future Nostalgia Dua Lipa \| \| Head & Heart Joel Corry feat. MNEK Joe Louis Corry, Neave Applebaum, Lewis Daniel Thompson, Uzoechi Osisioma Emenike, Kashif Siddiqui, Jonathan Courtidis, Daniel Lee Dare, Robert Michael Nelson Harvey \| 4 \| Jongen van de straat Lil Kleine \| \| Rockstar DaBaby feat. Roddy Ricch Jonathan Lyndale Kirk, Rodrick D. Moore, Ross Joseph Portaro IV \| 5 \| Fine Line Harry Styles \| \| Savage Love (Laxed – Siren Beat) Jawsh 685 & Jason Derulo Jacob Kasher Hindlin, Jason Joe Desrouleaux, Philippe Henri Greiss, Joshua Christian Nanai \| 6 \| When We All Fall Asleep, Where Do We Go? Billie Eilish \| \| Wat is je naam Yxng LE x Frenna Francis Edusei, Shafique R. Roman, Lloyd D. Essan, Kojo Antwi \| 7 \| Allemaal een droom Boef \| \| Más más más Rolf Sanchez Yves Lassally, Morrison Wijnen, Paul N. Sinha, Alex van der Zouwen, Gyo C. Kretz, Andy Clay Cruz Felipe, Roelof J. Wienk \| 8 \| No. 6 Collaborations Project Ed Sheeran \| \| Don’t Start Now Dua Lipa Emily Warren Schwartz, Ailin Caroline, Ian Eric Kirkpatrick, Dua Lipa \| 9 \| Vierentwintig Snelle \| \| Jerusalema Master KG feat. Nomcebo Zikode Kgaogelo Moagi, Nomcebo Zikode \| 10 \| Hollywood’s Bleeding Post Malone \| |                                                |                                                        |                                                |          |
| ← 2019 |                                                |                                                        |                                                | → 2021 → |
| Singles | Position#                                      | Alben                                                  |                                                |          |
| Blinding Lights The Weeknd Ahmad Balshe, Oscar Thomas Holter, Max Martin, Jason Matthew Quenneville, Abel Tesfaye | 1                                              | Shoot for the Stars, Aim for the Moon Pop Smoke        |                                                |          |
| Dance Monkey Tones and I Toni Watson | 2                                              | After Hours The Weeknd                                 |                                                |          |
| Roses (Imanbek Remix) Saint Jhn Steven Gregory Drozd, Michael Lee Ivins, Wayne Michael Coyne, Carlos St. John, Lee Stashenko | 3                                              | Future Nostalgia Dua Lipa                              |                                                |          |
| Head & Heart Joel Corry feat. MNEK Joe Louis Corry, Neave Applebaum, Lewis Daniel Thompson, Uzoechi Osisioma Emenike, Kashif Siddiqui, Jonathan Courtidis, Daniel Lee Dare, Robert Michael Nelson Harvey | 4                                              | Jongen van de straat Lil Kleine                        |                                                |          |
| Rockstar DaBaby feat. Roddy Ricch Jonathan Lyndale Kirk, Rodrick D. Moore, Ross Joseph Portaro IV | 5                                              | Fine Line Harry Styles                                 |                                                |          |
| Savage Love (Laxed – Siren Beat) Jawsh 685 & Jason Derulo Jacob Kasher Hindlin, Jason Joe Desrouleaux, Philippe Henri Greiss, Joshua Christian Nanai | 6                                              | When We All Fall Asleep, Where Do We Go? Billie Eilish |                                                |          |
| Wat is je naam Yxng LE x Frenna Francis Edusei, Shafique R. Roman, Lloyd D. Essan, Kojo Antwi | 7                                              | Allemaal een droom Boef                                |                                                |          |
| Más más más Rolf Sanchez Yves Lassally, Morrison Wijnen, Paul N. Sinha, Alex van der Zouwen, Gyo C. Kretz, Andy Clay Cruz Felipe, Roelof J. Wienk | 8                                              | No. 6 Collaborations Project Ed Sheeran                |                                                |          |
| Don’t Start Now Dua Lipa Emily Warren Schwartz, Ailin Caroline, Ian Eric Kirkpatrick, Dua Lipa | 9                                              | Vierentwintig Snelle                                   |                                                |          |
| Jerusalema Master KG feat. Nomcebo Zikode Kgaogelo Moagi, Nomcebo Zikode | 10                                             | Hollywood’s Bleeding Post Malone                       |                                                |          |